# Mattia delle oche
Mattia delle oche (in ungherese: Lúdas Matyi) è un poemetto epico scritto da Mihály Fazekas nel 1804 e pubblicato per la prima volta nel 1817. È ispirato ad una celebre fiaba ungherese di origini sconosciute.
Da esso venne tratto il film di animazione del 1977 Mattia, l'astuto e l'oca, prodotto da Attila Dargay.

## Trama
Mattia rappresenta il tipico paesanotto dal cervello fino, simile a Bertoldo, ma di una pateticità e di un'arguzia consapevole che lo rendono quasi poetico. Il possidente Döbröghy, signore del villaggio, gli toglie al mercato prepotentemente le oche e per di più lo fa bastonare. Mattia cova in sé una rancorosa vendetta verso il potente e si ripromette di restituirgli tre volte le legnate prese. Mattia riesce, con abili astuzie, a consumare la sua vendetta. Riuscirà nella sua impresa travestendosi per ben tre volte: da donna, da falegname ed infine da prete, vendicando così la prepotenza del signorotto Döbröghy.